# Allstar Weekend
Gli Allstar Weekend sono una band pop-rock statunitense formatasi a Poway, dapprima chiamata "OuterSpace Politicians", in California che ha ottenuto popolarità grazie a Disney Channel.

## Storia
Dopo essersi incontrati nella classe di geologia alla Poway High School, Nathan Sean Darmody (Chicago, 14 maggio 1991) e Thomas Norris iniziarono a scrivere musica assieme nella primavera del 2007. Un amico di Darmody, Zachary David Porter (Maine 10 dicembre 1989), più tardi si unì a loro come bassista, così, nel giugno 2007, i tre fondarono ufficialmente una band chiamata OuterSpace Politicians. Originariamente, la band era formata dal cantante principale Zachary David Porter (Maine, 10 dicembre 1989), dal bassista Cameron Michael Quiseng (Poway, 5 aprile 1990), dal tastierista Thomas Norris, dal chitarrista Nathan Sean Darmody (Chicago, 14 maggio 1991), e dal batterista Michael Allen Martinez (San Diego, 4 agosto 1989), ma dal 16 settembre 2011, Darmody non è più nella band. Norris lasciò il gruppo prima che questo firmasse il contratto con la Hollywood Records.
Il loro album di debutto Suddenly Yours è stato pubblicato nell'ottobre 2010 e si è posizionato al 197º posto della classifica Billboard 200. Nel settembre 2011, Zach, Cameron e Micahel hanno pubblicato il loro secondo album in studio intitolato All The Way, che si è posizionato al 49º posto della Billboard 200, un notevole miglioramento rispetto al loro primo album.
Nei mesi successivi, la band scrisse e registrò alcune demo nella camera da letto di Darmody usando FL Studio.
Non troppo tempo più tardi Michael Allen Martinez (San Diego, 4 agosto 1989) partecipò alle audizioni ed entrò nella band come batterista. Ultimo componente ad entrare nel gruppo, un anno più tardi, fu Cameron Michael Quiseng (Poway, 5 aprile 1990), che divenne il bassista della band lasciando quindi che Porter passasse ad essere la voce principale.

## Formazione
- Zachary "Zach" Porter - voce (2008-2013)
- Cameron Quiseng - basso, cori (2008-2013)
- Michael Martinez - batteria, percussioni (2008-2013)
- Nathan Darmody - chitarra, cori (2008-2011)
- Thomas Norris - chitarra, tastiere, cori (2008-2009)

## Discografia

### Album in studio
- 2010 - Suddenly Yours
- 2011 - All the Way

### EP
- 2010 - Suddenly
- 2012 - The American Dream
- 2013 - Kevin's Place